# NGC 692
NGC 692 је спирална галаксија у сазвежђу Феникс која се налази на NGC листи објеката дубоког неба.
Деклинација објекта је - 48° 38' 53" а ректасцензија 1h 48m 42,2s. Привидна величина (магнитуда) објекта NGC 692 износи 12,3 а фотографска магнитуда 13,1. NGC 692 је још познат и под ознакама ESO 197-3, FAIR 712, IRAS 01467-4853, PGC 6642.